# 알바로 곤살레스 (1990년)
알바로 곤살레스 소베론(스페인어: Álvaro González Soberón, 1990년 1월 8일 ~ )는 흔히 알바로(스페인어: Álvaro)로 알려져 있는 스페인의 축구 선수이다. 그의 포지션은 중앙 수비수로, 현재 사우디아라비아 1부 리그의 알카디시아에서 활약하고 있다.
라싱 산탄데르에서 선수 생활을 시작한 그는, 사라고사, 에스파뇰 그리고 비야레알에서도 활약하며 라리가 통산 233경기에 출전해 5골을 기록했다. 그는 2019년에 마르세유로 임대되었다.
알바로는 스페인 U-21 대표팀 일원으로 2013년 UEFA U-21 축구 선수권 대회에서 우승컵을 들어올렸다.

## 클럽 경력

### 라싱 산탄데르
칸타브리아주 포테스에서 태어난 알바로는 지역 클럽인 라싱 산탄데르 유소년 팀 출신으로, 리저브 팀 소속으로 세군다 디비시온 B 2009-10 시즌에 프로 데뷔전을 치렀고, 23경기에 출전했으나 팀은 강등되었다. 2011년 5월 1일, 그는 2-0으로 이긴 RCD 마요르카와의 홈경기에서 선발로 출전해 82분을 소화하며 1군과 라리가 데뷔전을 치렀다.
2011년 5월, 알바로는 라싱과 첫 프로 계약을 맺었다. 계약 기간은 4년이었다. 팀 동료들의 부상으로, 그는 2011-12 시즌 선발로 11경기에 나섰다. 11월 14일, FC 드니프로 드니프로페트로우시크로부터 이적료 €2M의 제의를 받았으나 거절하였다. 그는 시즌이 끝날 때까지 주전으로 활약했지만, 팀은 강등되었다.

### 사라고사
2012년 7월 11일, 알바로는 레알 사라고사와 4년 계약을 맺고 이적하였다. 첫 해에 그는 다시 주전 자리를 꿰찼지만, 아라곤 연고의 구단 역시 세군다 디비시온으로 강등되었다.
2012년 11월 10일, 알바로는 5-3으로 이긴 데포르티보 라코루냐와의 경기에서 사라고사에서의 데뷔골을 기록했다.

### 에스파뇰 & 비야레알
2014년 7월 28일, 알바로는 RCD 에스파뇰과 5년 계약을 맺고 이적하며 1부 리그로 복귀했다. 2016-17 시즌을 앞두고, 그는 하비 로페스, 빅토르 산체스 그리고 빅토르 알바레스에 이어 4번째 주장이 되었다. 그러나 2016년 8월 31일, 그는 비야레알 CF와 4년 계약을 맺고 이적하였다.
알바로는 2016년 9월 15일, 2-1로 이긴 FC 취리히와의 UEFA 유로파리그 조별 리그 홈경기에서 비야레알 소속으로 데뷔전을 치렀다. 그의 첫 리그 경기는 10일 후, 3-1로 이긴 CA 오사수나와의 홈경기로, 그는 90분을 소화했으며 페널티킥을 내줬고, 그 결과 상대에게 골을 허용했다.

### 마르세유

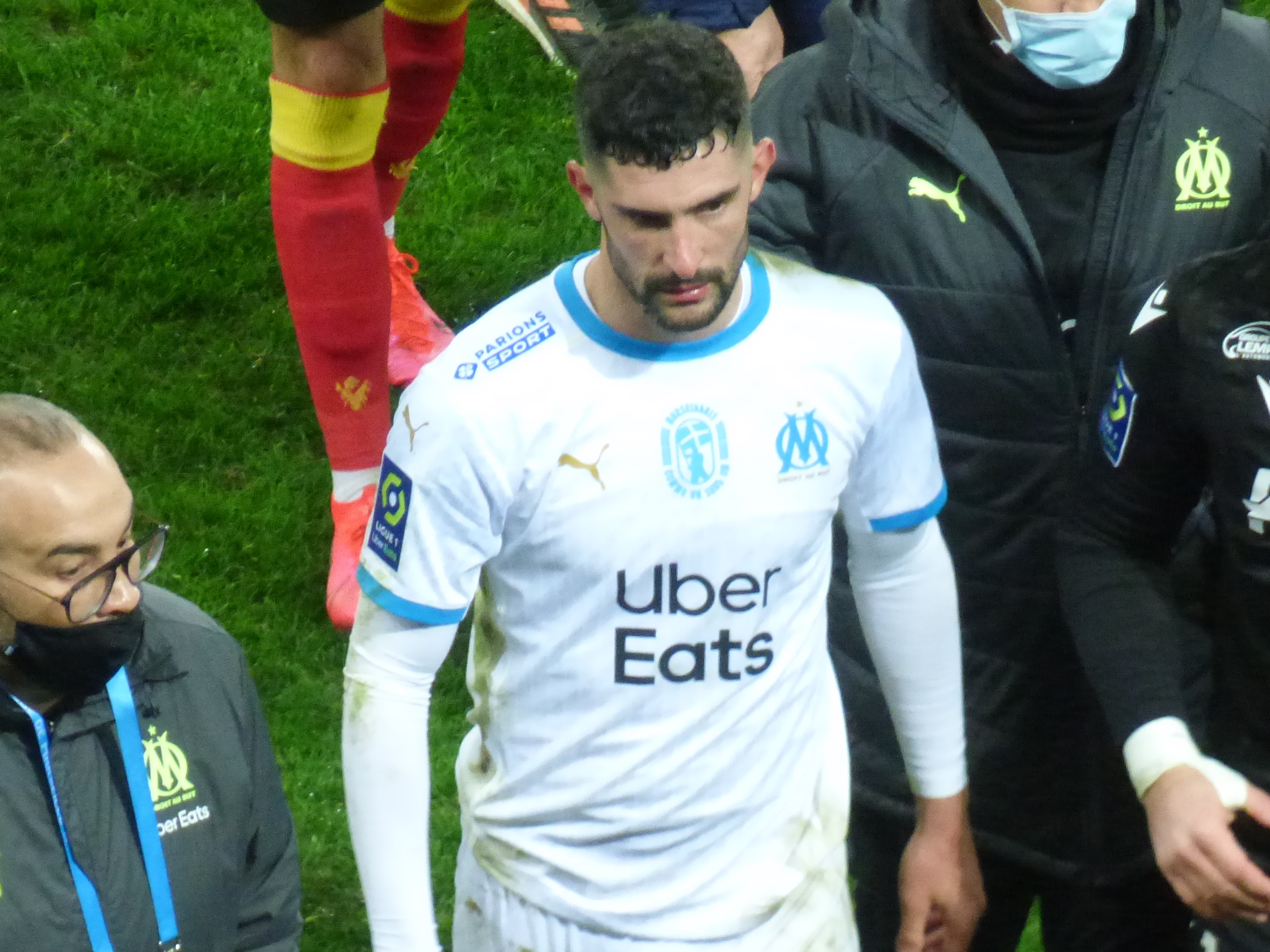
2021년 2월 랑스전에서 알바로

2019년 7월 19일, 알바로는 프랑스 클럽 올랭피크 드 마르세유로 한 시즌 임대되었고, 이 계약에는 2020년 6월 30일에 €5M의 이적료에 의무적으로 발동될 완전 영입 옵션이 포함되었다. 2020년 9월 13일, 파리 생제르맹 FC과의 리그 1 경기에서, 그는 5명의 선수들이 레드카드를 받는 집단 난투극에 연루되었다. 사건 이후, 파리 생제르맹의 공격수 네이마르는 알바로의 인종 차별적 발언으로 사건이 시작되었다고 주장했다.
2021년 2월 17일, 알바로는 3-2로 이긴 OGC 니스와의 홈경기에서 프랑스 1부 리그에서의 첫 골을 기록했다. 이듬해 3월, 호르헤 삼파올리 감독의 계획에서 배제된 그는 A매치 휴식기를 이용해 고국으로 돌아갔고, 이후 훈련에 복귀하지 않았다.
2022년 8월 1일, 알바로는 마르세유와의 계약을 해지하였다.

### 알나스르
2022년 8월 29일, 알바로는 사우디 프로페셔널리그의 알나스르와 1년 연장 옵션이 포함되어 있는 1년 계약을 맺었다.

## 국가대표팀 경력
알바로는 2013년 6월 12일, 3-0으로 이긴 네덜란드와의 UEFA U-21 축구 선수권 대회 조별 리그 경기에서 스페인 U-21 대표팀 일원으로서 유일하게 출장했다. 그의 팀은 이스라엘에서 열린 대회에서 우승을 차지했다.

## 수상 내역
스페인 U-21
- UEFA U-21 축구 선수권 대회: 2013[23]